# Gilhoc-sur-Ormèze
Gilhoc-sur-Ormèze är en kommun i departementet Ardèche i regionen Auvergne-Rhône-Alpes i sydöstra Frankrike. Kommunen ligger  i kantonen Lamastre som ligger i arrondissementet Tournon-sur-Rhône. År 2022 hade Gilhoc-sur-Ormèze 473 invånare.

## Befolkningsutveckling
Antalet invånare i kommunen Gilhoc-sur-Ormèze
Referens: INSEE

## Galleri

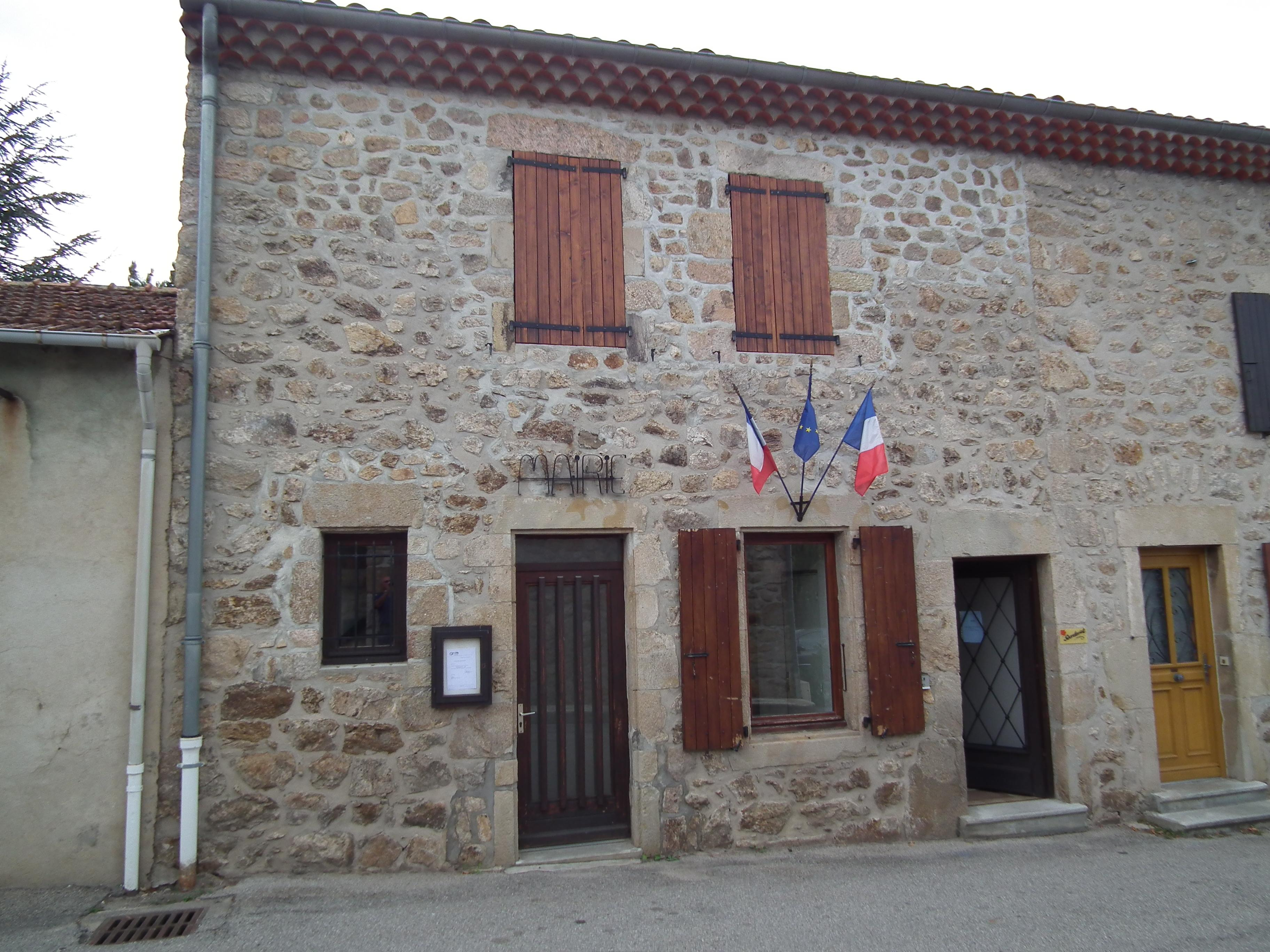
Rådhuiset
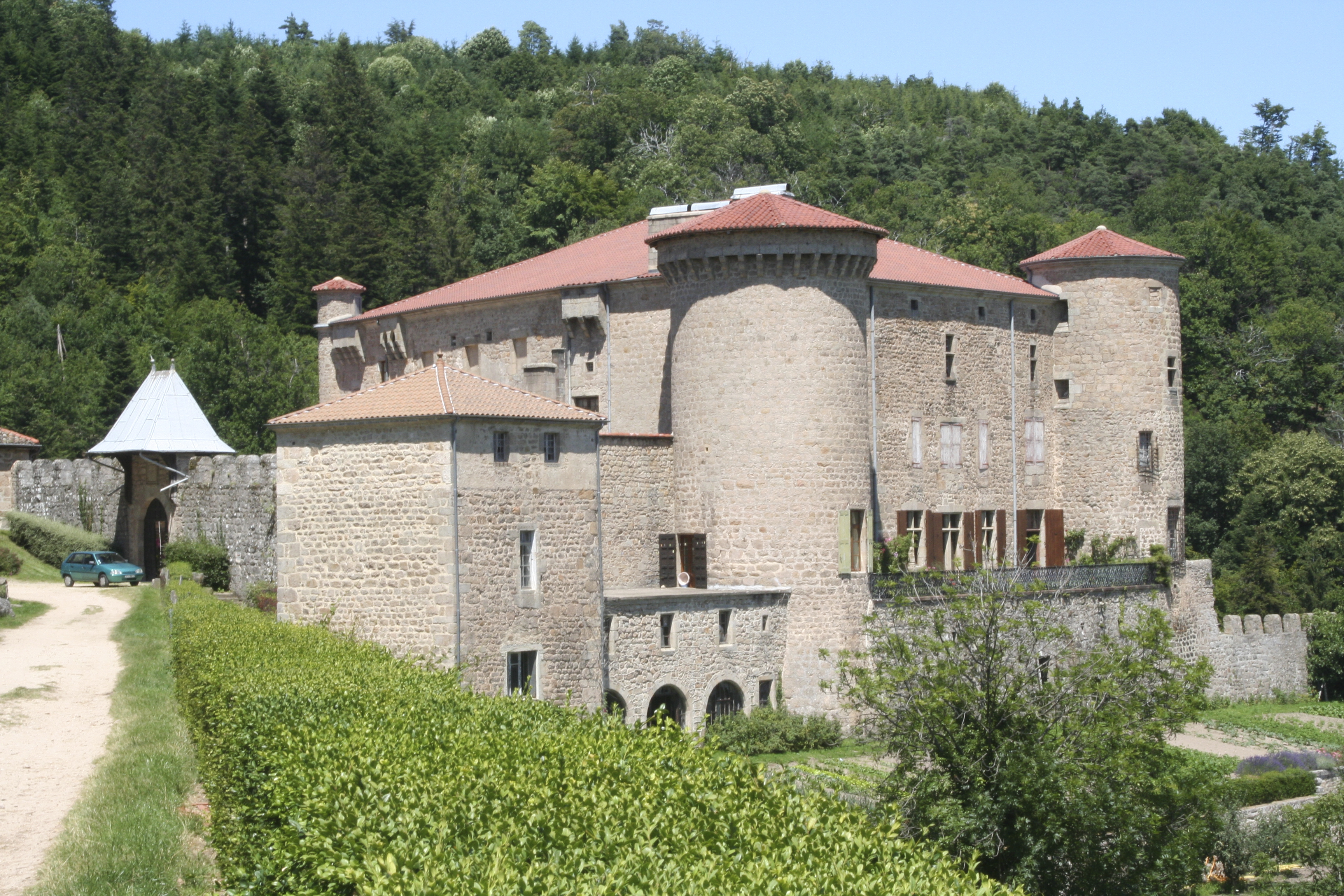
Le Château des Boscs
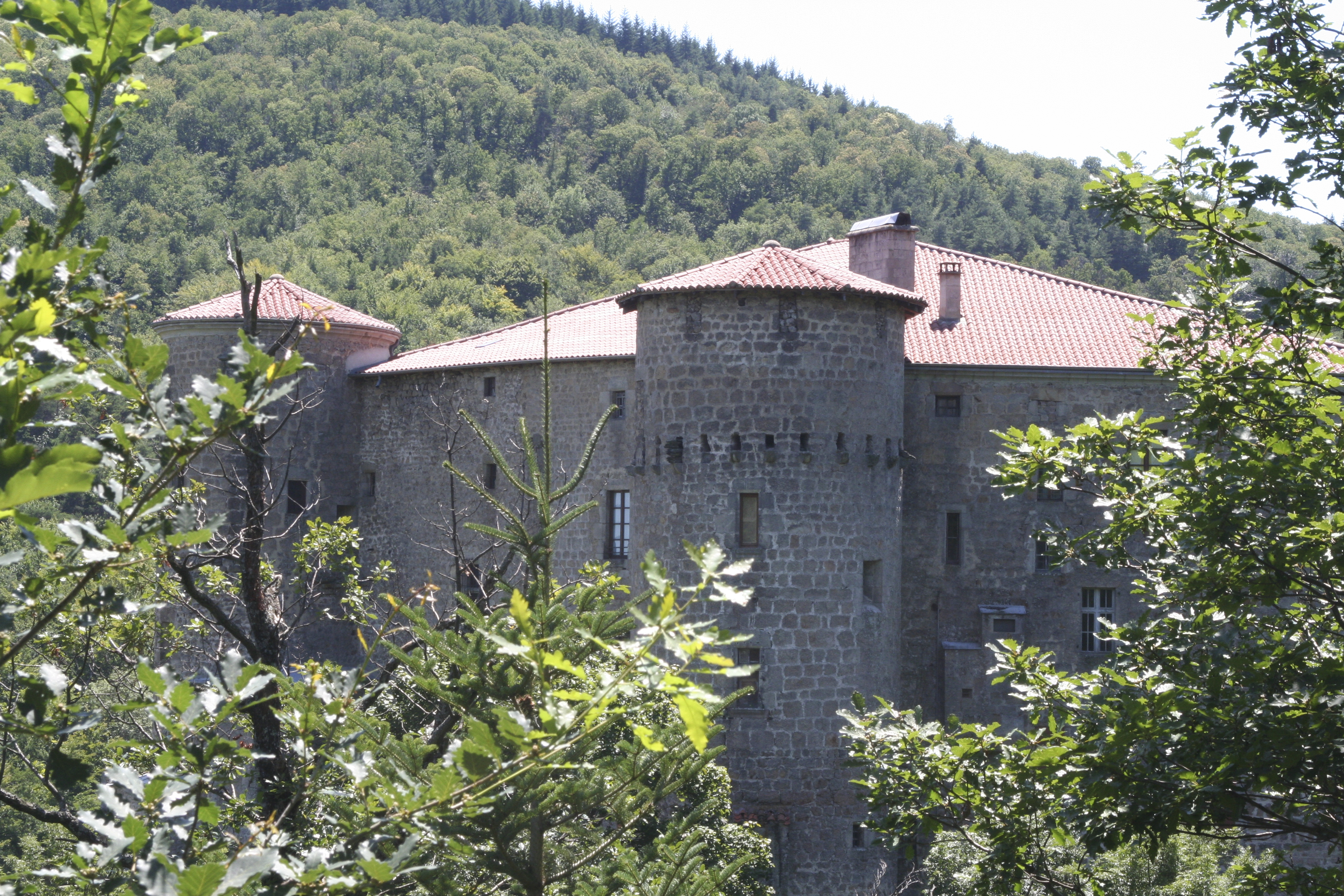
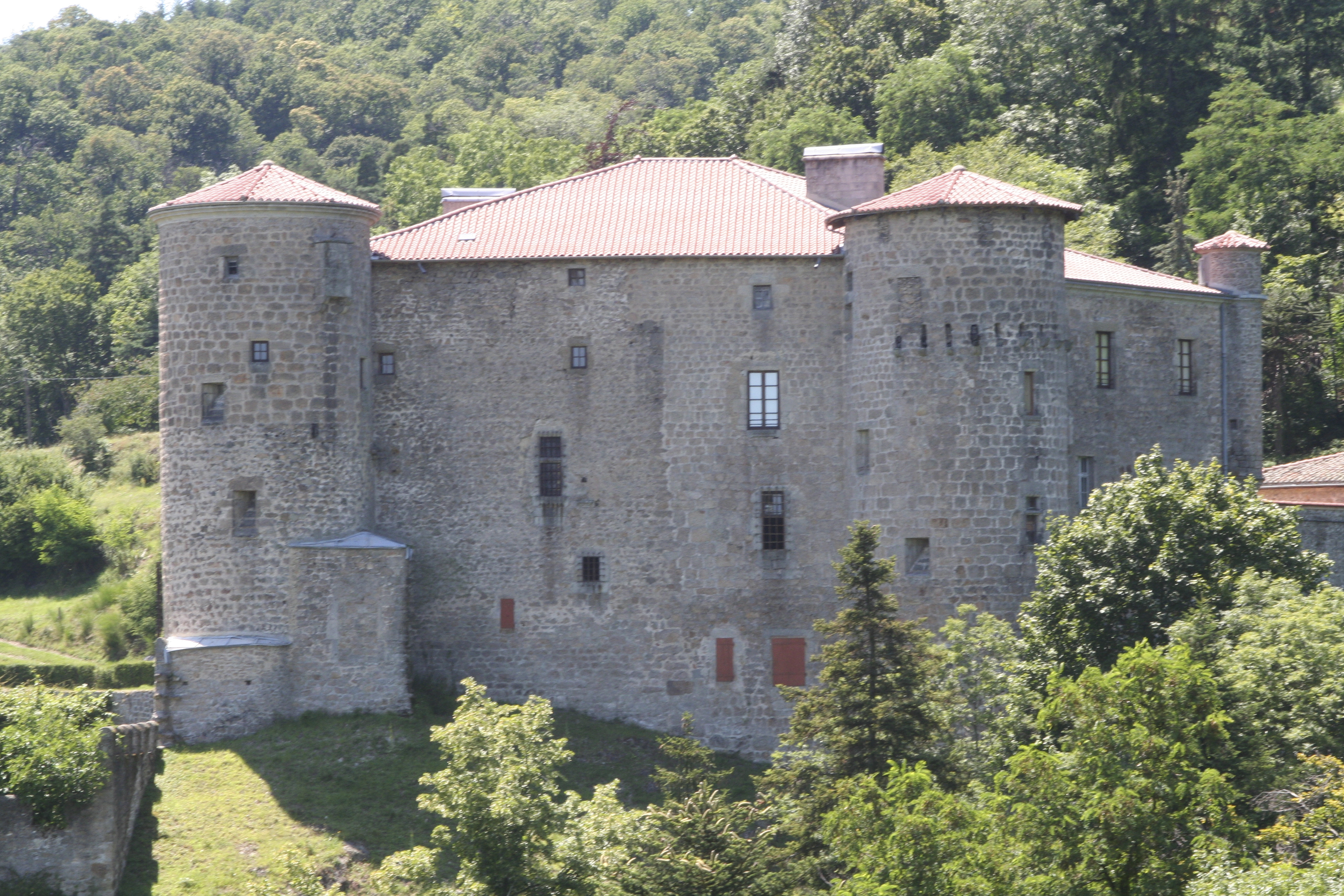
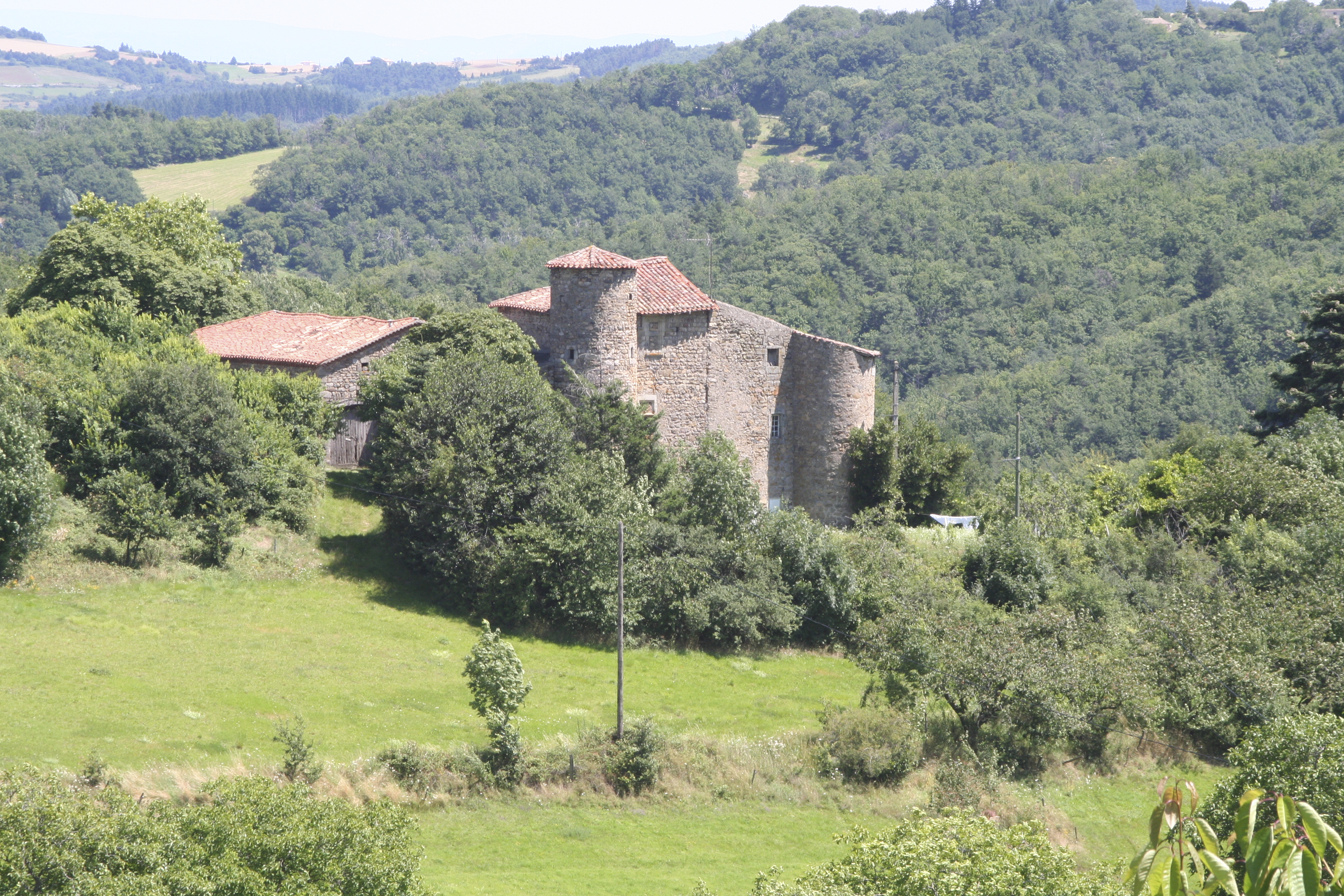
Le Château de Dol
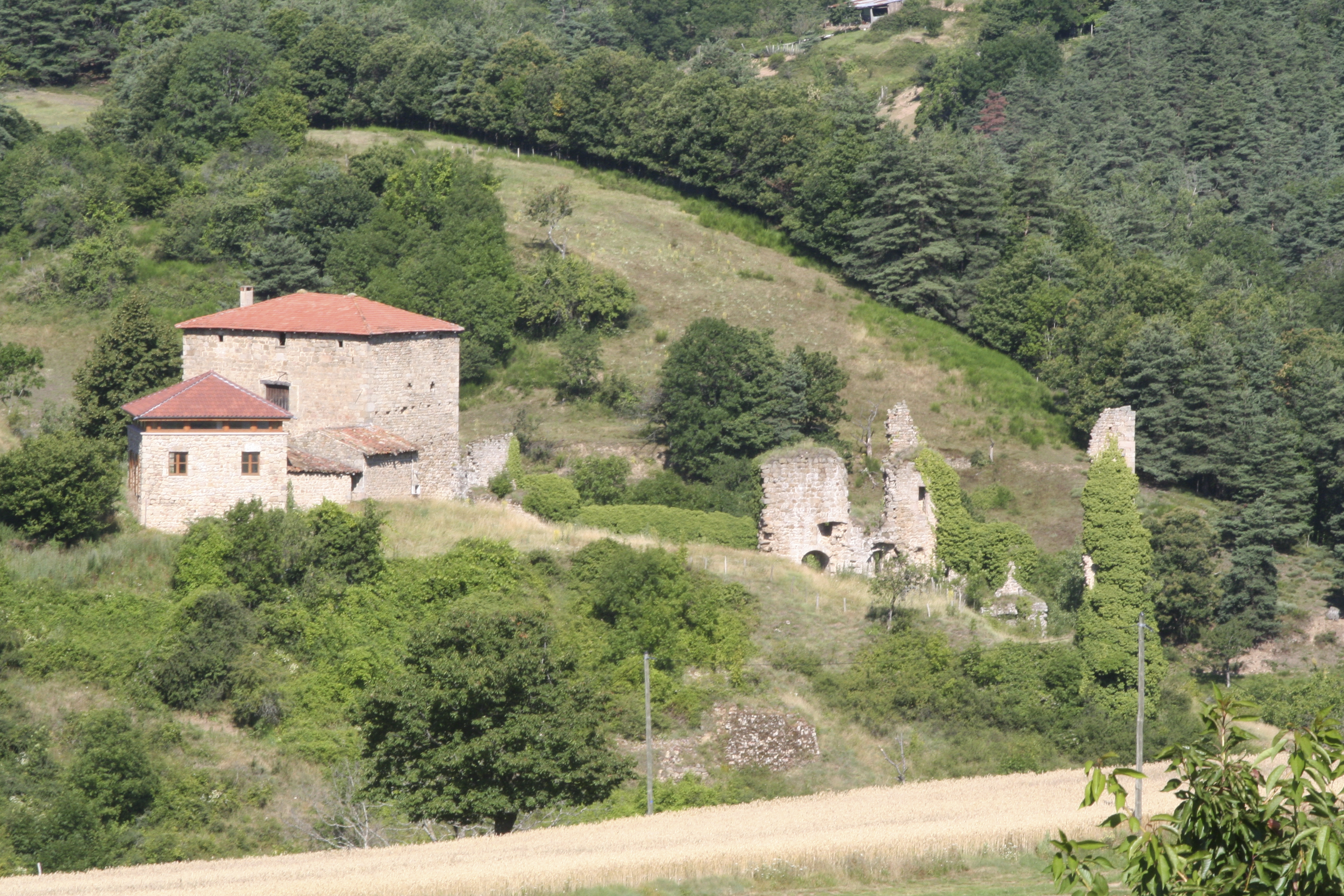
Ruinerna av Château de Solignac